# Raça báltica oriental

Exemplo de William Z. Ripley de bálticos finlandeses

A raça báltica oriental ou europeia oriental é um conceito racial histórico da antropologia física, utilizado para descrever um dos principais subgrupos da chamada raça caucasiana.
O termo "raça báltica oriental" foi criado pelo antropólogo Rolf Nordenstreng, mas foi popularizado por Hans F. K. Günther. Esta raça seria nativa da Finlândia, Estônia e noroeste da Rússia, mas se estenderia mesmo até a Alemanha. Seria caracterizada por crânio curto e rosto largo com grande e pesada mandíbula, queixo não proeminente, nariz curto com haste baixa, cabelo loiro acinzentado claro, olhos cinzas ou azuis e pele clara em tons cinzentos.